# Deutsche Cadre-47/2-Meisterschaft 1979/80

Veranstaltungsort: Elversberg

Die Deutsche Cadre-47/2-Meisterschaft 1979/80 ist eine Billard-Turnierserie und fand vom 25. bis zum 27. Mai 1979 in Elversberg zum 50. Mal statt.

## Geschichte
Wieder einmal zeigte der Bochumer Klaus Hose in Elversberg seine Extraklasse im Cadre 47/2. Ungeschlagen gewann er den Titel mit dem besten GD des Turniers. Der Abstand im GD zu den weiteren Podestplätzen war recht deutlich. Der Zweite Thomas Wildförster und der Dritte Wolfgang Zenkner spielten mit 200,00 den besten Einzeldurchschnitt (BED) und Wildförster erzielte mit 383 auch noch die Turnierhöchstserie.

## Turniermodus
Es wurden zwei Gruppen à vier Spieler gebildet. Die Gruppenspiele wurden im Round-Robin-System im Satzsystem bis 400 Punkte mit Nachstoß gespielt. Die drei Gruppenbesten kamen in eine Endrunde. Es wurde dann ein neues Ausgangsklassemet erstellt. Die Matchpunkte aus der Gruppenphase wurden mitgenommen und es wurden drei weitere Runden gespielt. Alle Spiele kamen in die Wertung. Bei MP-Gleichstand in der Gruppenphase wurde in folgender Reihenfolge gewertet:
1. MP = Matchpunkte
2. GD = Generaldurchschnitt
3. HS = Höchstserie

## Gruppenphase
| MP    | Match Points (Sieger = 2; Unentschieden = 1; Verlierer = 0) |
| Pkte. | Erzielte Karambolagen                                       |
| Aufn. | Benötigte Versuche                                          |
| GD    | Generaldurchschnitt                                         |
| BED   | Bester Einzeldurchschnitt eines Spielers                    |
| HS    | Höchstserie                                                 |
|       | Bester GD des Turniers                                      |
|       | Bester ED des Turniers                                      |
|       | Beste HS des Turniers                                       |
|       | 1. Platz (Gold)                                             |
|       | 2. Platz (Silber)                                           |
|       | 3. Platz (Bronze)                                           |

| Gruppe 1                   | Gruppe 1                     | Gruppe 1 | Gruppe 1 | Gruppe 1 | Gruppe 1 | Gruppe 1 | Gruppe 1 |
| Platz                      | Name                         | MP       | Pkte.    | Aufn.    | GD       | BED      | HS       |
| -------------------------- | ---------------------------- | -------- | -------- | -------- | -------- | -------- | -------- |
| 1                          | Klaus Hose (Bochum)          | 6:0      | 1200     | 21       | 57,14    | 66,66    | 270      |
| 2                          | Dieter Wirtz (Düsseldorf)    | 2:4      | 995      | 31       | 32,09    | 80,00    | 222      |
| 3                          | Thomas Wildförster (Velbert) | 2:4      | 628      | 23       | 27,30    | 36,36    | 132      |
| 4                          | Hans Wernikowski (Essen)     | 2:4      | 848      | 35       | 24,22    | 22,22    | 142      |
| Gruppendurchschnitt: 33,37 |                              |          |          |          |          |          |          |

| Gruppe 2                   | Gruppe 2                       | Gruppe 2 | Gruppe 2 | Gruppe 2 | Gruppe 2 | Gruppe 2 | Gruppe 2 |
| Platz                      | Name                           | MP       | Pkte.    | Aufn.    | GD       | BED      | HS       |
| -------------------------- | ------------------------------ | -------- | -------- | -------- | -------- | -------- | -------- |
| 1                          | Wolfgang Zenkner (München)     | 4:2      | 1078     | 41       | 26,29    | 80,00    | 145      |
| 2                          | Günter Siebert (Essen)         | 4:2      | 1052     | 45       | 23,37    | 21,05    | 122      |
| 3                          | Peter Sporer (München)         | 2:4      | 1131     | 63       | 17,95    | 16,00    | 96       |
| 4                          | Norbert Ohagen (Gelsenkirchen) | 2:4      | 895      | 63       | 14,20    | 21,05    | 143      |
| Gruppendurchschnitt: 19,60 |                                |          |          |          |          |          |          |

## Ausgangsklassemet für die Endrunde
| Platz | Name                         | MP  | Pkte. | Aufn. | GD    | BED   | HS  |
| ----- | ---------------------------- | --- | ----- | ----- | ----- | ----- | --- |
| 1     | Klaus Hose (Bochum)          | 6:0 | 1200  | 21    | 57,14 | 66,66 | 270 |
| 2     | Wolfgang Zenkner (München)   | 4:2 | 1078  | 41    | 26,29 | 80,00 | 145 |
| 3     | Günter Siebert (Essen)       | 4:2 | 1052  | 45    | 23,37 | 21,05 | 122 |
| 4     | Dieter Wirtz (Düsseldorf)    | 2:4 | 995   | 31    | 32,09 | 80,00 | 222 |
| 5     | Thomas Wildförster (Velbert) | 2:4 | 628   | 23    | 27,30 | 36,36 | 132 |
| 6     | Peter Sporer (München)       | 2:4 | 1131  | 63    | 17,95 | 16,00 | 96  |

## Abschlusstabelle
| Klassement nach der 6. Spielrunde | Klassement nach der 6. Spielrunde | Klassement nach der 6. Spielrunde | Klassement nach der 6. Spielrunde | Klassement nach der 6. Spielrunde | Klassement nach der 6. Spielrunde | Klassement nach der 6. Spielrunde | Klassement nach der 6. Spielrunde | Klassement nach der 6. Spielrunde |
| Platz                             | Name                              | MP                                | Pkte.                             | Aufn.                             | GD                                | BED                               | HS                                |                                   |
| --------------------------------- | --------------------------------- | --------------------------------- | --------------------------------- | --------------------------------- | --------------------------------- | --------------------------------- | --------------------------------- | --------------------------------- |
| 1                                 | Klaus Hose (Bochum)               | 12:0                              | 2400                              | 37                                | 64,86                             | 133,33                            | 270                               |                                   |
| 2                                 | Thomas Wildförster (Velbert)      | 7:5                               | 1828                              | 39                                | 46,87                             | 200,00                            | 383                               |                                   |
| 3                                 | Wolfgang Zenkner (München)        | 7:5                               | 2267                              | 58                                | 39,08                             | 200,00                            | 363                               |                                   |
| 4                                 | Dieter Wirtz (Düsseldorf)         | 6:6                               | 1815                              | 61                                | 29,75                             | 80,00                             | 222                               |                                   |
| 5                                 | Günter Siebert (Essen)            | 4:8                               | 1766                              | 63                                | 28,03                             | 21,05                             | 275                               |                                   |
| 6                                 | Peter Sporer (München)            | 2:10                              | 1962                              | 90                                | 21,80                             | 16,00                             | 277                               |                                   |
| 7                                 | Hans Wernikowski (Essen)          | 2:4                               | 848                               | 35                                | 24,22                             | 22,22                             | 142                               |                                   |
| 8                                 | Norbert Ohagen (Gelsenkirchen)    | 2:4                               | 895                               | 63                                | 14,20                             | 21,05                             | 143                               |                                   |
| Turnierdurchschnitt: 30,89        |                                   |                                   |                                   |                                   |                                   |                                   |                                   |                                   |